# Bomba szybująca

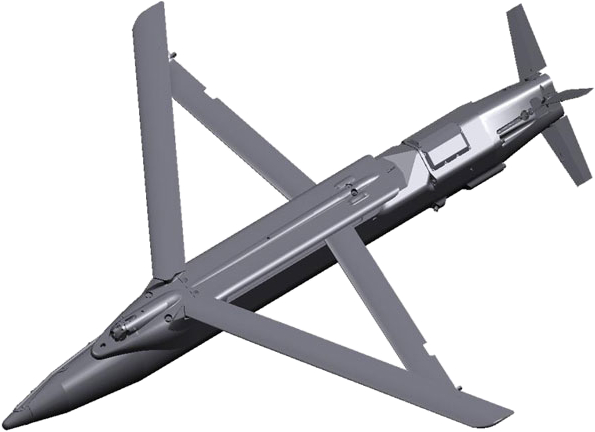
Amerykańska bomba szybująca GBU-39 SDB

Bomba szybująca – bomba lotnicza posiadająca zdolność dotarcia do celu lotem ślizgowym. Poza konstrukcjami budowanymi z założenia w tym systemie stosuje się zestawy adaptacyjne pozwalające na dostosowanie starszych bomb do lotu szybowcowego. Zainstalowanie systemów naprowadzania pozwala na użycie bomb szybujących do taniego i precyzyjnego rażenia celów. Z uwagi na niską sygnaturę radarową i termiczną stanowią one trudny cel dla obrony przeciwlotniczej.

## Historia

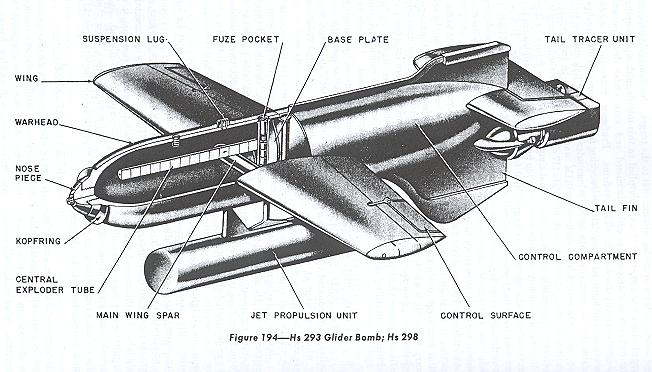
Niemiecka bomba szybująca Henschel Hs 293

Koncepcja szybującej bomby powstała jeszcze przed I wojną światową. W Niemczech dr Wilhelm von Siemens zaproponował zbudowanie szybującej konstrukcji zdolnej do przenoszenia torpedy, która odłączona w odpowiednim momencie miała kontynuować atak pod wodą. W ramach testów wykonywano loty próbne, wykorzystując jako nosiciel sterowiec. Zakończenie I wojny światowej zakończyło testy.
Rozwój systemów obrony przeciwlotniczej i ich zdolności rażenia samolotów bombowych i szturmowych zmusiły konstruktorów do opracowania rozwiązań pozwalających na atakowanie celów z większej odległości. Bomby oparte na rozwiązaniach zawierających własny silnik wiązały się ze zmniejszeniem masy głowicy bojowej na rzecz masy własnej silnika oraz materiałów pędnych. Ukierunkowanie prac na rzecz bomby beznapędowej, poruszającej się lotem ślizgowym, pozwoliło na zachowanie siły rażącej bomby przy zwiększeniu jej zasięgu. Dodanie wyposażenia umożliwiającego precyzyjne rażenie celów punktowych (tj. naprowadzanie telewizyjne) zwiększyło skuteczność tej broni.
Niemcy przystąpiły już w 1938 r. do prac nad opracowaniem tego typu uzbrojenia. Podczas II wojny światowej skorzystano z istniejących bomb lotniczych, do których dodawano elementy wyposażenia umożliwiające zwiększenie zasięgu lotu i precyzji rażenia. Bomba Henschel Hs 293 pokazała możliwości nowej broni, pozwalające na atakowanie celów bez wchodzenia w zasięg ognia artylerii przeciwlotniczej.
Wojska amerykańskie, na podstawie wniosków wyciągniętych z obserwacji skuteczności niemieckich nalotów na Wielką Brytanię, przystąpiły do opracowania własnych bomb szybujących. Pierwszą z nich była bomba GB-1, której użyto podczas bombardowania Kolonii w 1944 r. Jej rozwinięciem była bomba GB-4, której użyto do bombardowania schronów niemieckich okrętów podwodnych w Hawrze. Ostatnią amerykańską bombą szybującą opracowaną podczas II wojny światowej była GB-14, którą wyposażono w radarowy system naprowadzania. Konstrukcje te wykazały niezadowalającą celność i skuteczność, co wynikało z niedoskonałości telewizyjnego systemu naprowadzania i niewielkich głowic bojowych. Po zakończeniu działań wojennych część niemieckiego uzbrojenia trafiła w ręce aliantów, którzy poddali je testom. Jednakże rozwój broni atomowej spowodował wstrzymanie prac nad broniami precyzyjnego rażenia. 

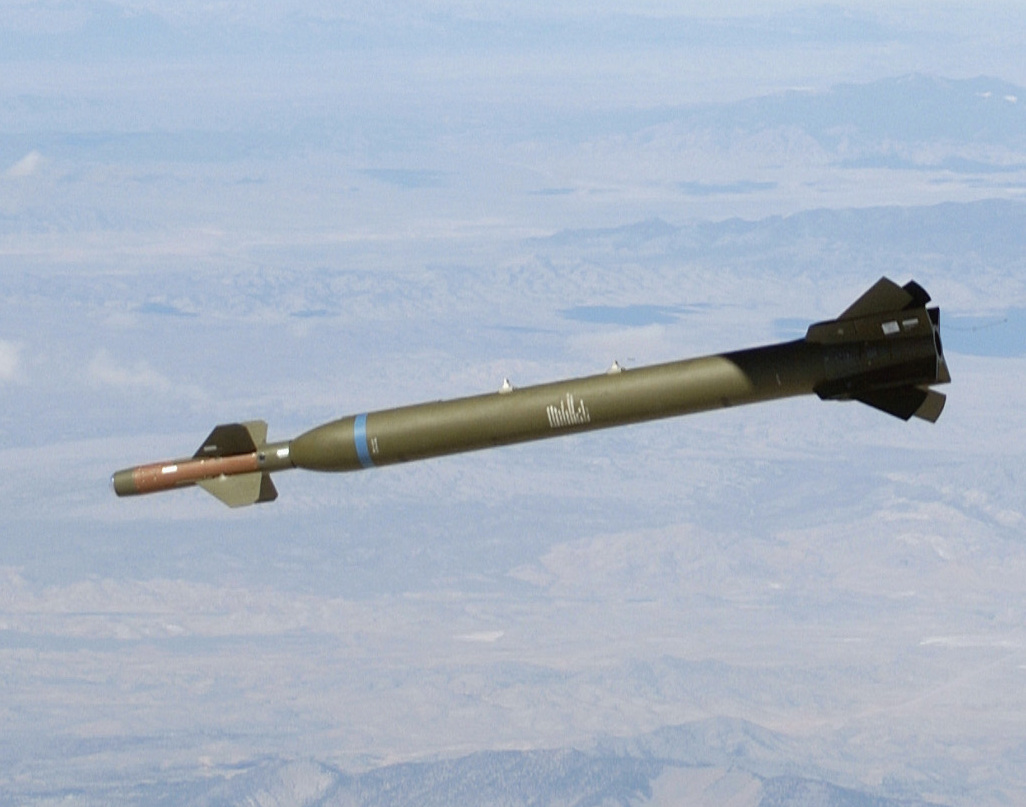
System Paveway III na bombie GBU-28 "Bunker Buster" o masie 5 000 funtów

Postęp w opracowaniu doskonalszych systemów przeciwlotniczych oraz konieczność precyzyjnego atakowania niewielkich, dobrze bronionych obiektów spowodował powrót do koncepcji broni zdolnej precyzyjnie niszczyć cele z użyciem pocisków z relatywnie niewielkimi głowicami bojowymi. Rozwój systemów kierowania opartych na systemach naprowadzania laserowego i GPS pozwolił na zwiększenie skuteczności tej broni. Jedną z pierwszych konstrukcji tego typu była amerykańska bomba AGM-62 Walleye wprowadzona do użycia w marcu 1967 r. Z wykorzystaniem systemu telewizyjnego naprowadzania pilot wskazywał cel układowi naprowadzania bomby, która po zwolnieniu przez nosiciela docierała do celu lotem ślizgowym. W USA opracowano również system Paveway, umożliwiający dostosowanie starszych typów bomb lotniczych do lotu ślizgowego i precyzyjnego rażenia celów dzięki dodatkowym elementom konstrukcyjnym (usterzeniu i skrzydłom) oraz systemowi naprowadzania laserowego. Bomby zostały użyte podczas wojny w Wietnamie i wykazały się dużą skutecznością. W kolejnych latach system ten był rozwijany. W 1974 r. przystąpiono do opracowania systemu Paveway II, w którym poprawiono elektronikę oraz wprowadzono składane skrzydła. Poprawiło to celność bombardowania oraz ułatwiło obsługę naziemną. Na wyposażenie armii USA Paveway II został przyjęty w 1977 r. W latach 80. powstał Paveway III, który wykorzystano podczas wojny w Zatoce Perskiej. System Paveway zapewniał upadek bomby w odległości 20 stóp od celu. Przy cenie 3000 dolarów był to zdecydowany postęp w porównaniu z AGM-62 Walleye.

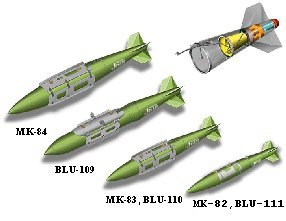
Rodzina bomb typu JDAM

W latach 90. XX w. w firmach Lockheed Martin i Boeing opracowano system Joint Direct Attack Munition (JDAM), umożliwiający poprzez dodanie zestawu ogonowego zmianę standardowej niekierowanej bomby ogólnego przeznaczenia lub penetrującej w broń precyzyjnego rażenia, działającą w każdych warunkach pogodowych. Testy wykazały skuteczność trafienia sięgającą 95%, dodatkowo system był relatywnie tani – kosztował około 20 000 dolarów za zestaw. Innym rozwiązaniem z kategorii broni szybujących jest opracowany w USA zasobnik szybujący Joint Standoff Weapons (JSOW). Przenosi on subamunicję, która może zwalczać siłę żywą, cele nieopancerzone i lekko opancerzone. Około 400 pocisków JSOW zostało użyte m.in. podczas bombardowania Iraku w 1998 r., Operacji Southern Watch oraz Operacji Enduring Freedom w Afganistanie. W chwili obecnej bomby JSOW znajdują się na wyposażeniu Sił Powietrznych Polski. W 2006 r. USA wprowadziła do użytku bombę szybującą GBU-39 SDB – najmniejszą bombę precyzyjną o wagomiarze 250 funtów. Jest zdolna do niszczenia celów stacjonarnych oraz ruchomych. Dzięki precyzyjnemu naprowadzania jest równie skuteczna jak bomba o wagomiarze 2000 funtów. Celność bomb SDB wynosi od 5 do 8 metrów, co ogranicza niebezpieczeństwo przypadkowego zniszczenia obiektów cywilnych.

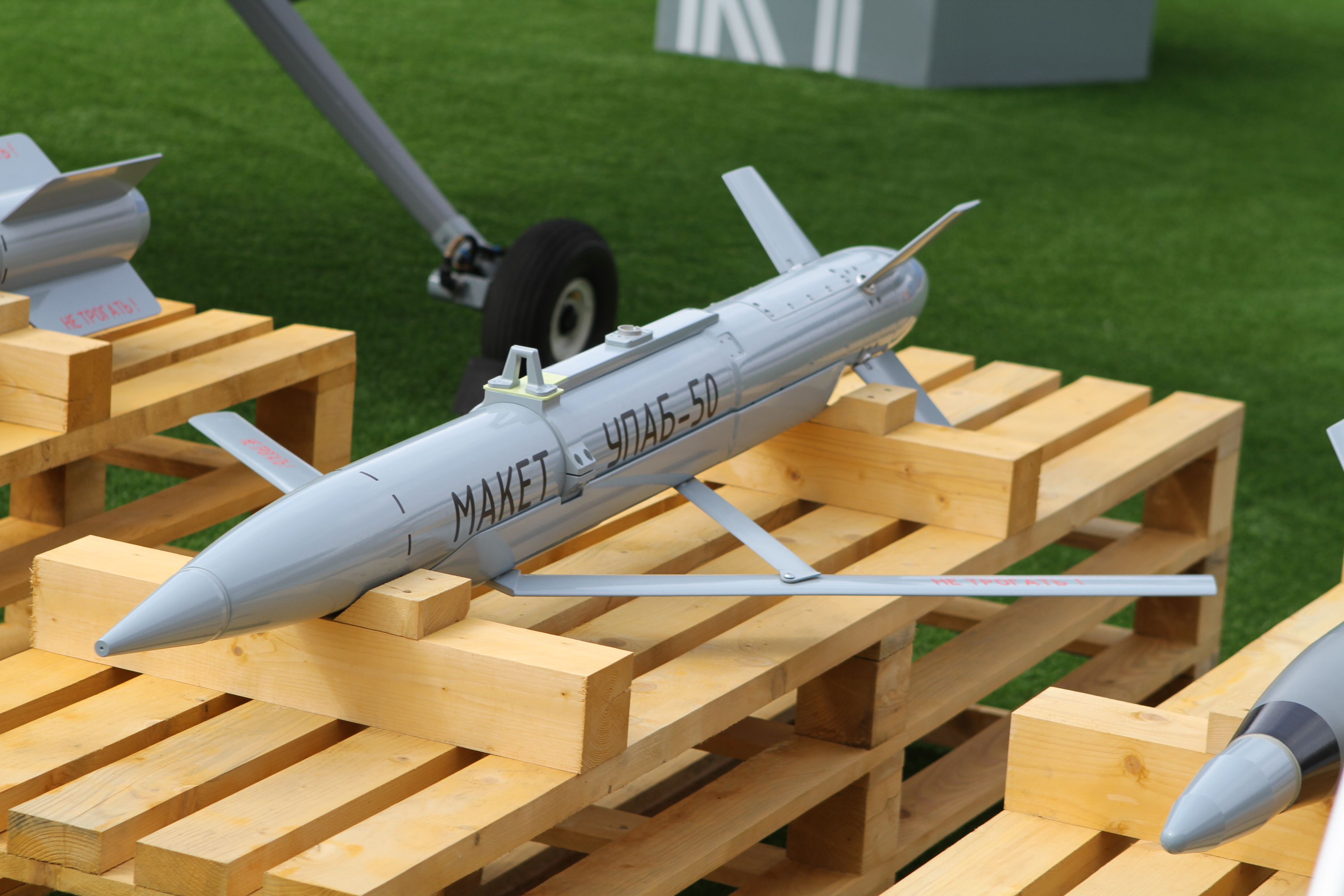
Makieta rosyjskiej bomby szybującej UPAB-50

W Rosji bomby szybujące opracowano później niż w NATO, a pierwsze konstrukcje były bombami lekkimi, dedykowanymi do użycia przez rosyjskie drony. Opracowano bombę szybującą UPAB-50, w 2021 r. przetestowano bombę KAB-20. Od 2023 r. Siły Zbrojne Federacji Rosyjskiej wykorzystują ujednolicony moduł szybowania i korekcji (ros. Унифицированный модуль планирования и коррекции), który pozwala na zastosowanie w roli bomb szybujących starszych konstrukcji. Tak zmodyfikowane bomby zostały użyte podczas rosyjskiej agresji na Ukrainę. W rosyjskiej konstrukcji zastosowano odbiornik nawigacji satelitarnej GLONASS Kometa-M dedykowany dla dronów Orłan-10. Elementy zapewniające siłę nośną składają się z układu rozkładania skrzydeł, które prostują się po rozłączeniu z nosicielem dzięki mechanizmowi sprężynowemu. Zestaw ten zastosowano do modernizacji bomb FAB-250, FAB-500, FAB-1500 oraz FAB-3000. Tak zmodernizowane bomby pozwalają na atakowanie celów znajdujących się w odległości od 50 do 70 km od miejsca zrzutu.
Zwalczanie bomb szybujących stanowi znaczny problem dla obrony przeciwlotniczej. W NATO rozwijane są systemy C-RAM (ang. Counter rocket, artillery, and mortar), które umożliwiają zwalczanie tego typów pocisków w końcowej fazie lotu. Analiza użycia tej broni wskazuje jednakże, że najlepszą metodą jest niszczenie nosicieli tego typu uzbrojenia.